# Ali Hassan (piłkarz)
Ali Mahomed Hassan (ur. 4 czerwca 1964 w Maputo) – mozambicki piłkarz grający na pozycji środkowego obrońcy. W swojej karierze rozegrał 5 meczów w reprezentacji Mozambiku.

## Kariera klubowa
Swoją karierę piłkarską Hassan rozpoczął w portugalskim klubie Sporting CP. 11 marca 1989 zadebiutował w jego barwach w pierwszej lidze portugalskiej w wygranym 4:1 domowym meczu z FC Penafiel. W zespole Sportingu występował przez trzy sezony.
Latem 1991 Hassan przeszedł do Vitórii Setúbal, grającej w drugiej lidze portugalskiej. W sezonie 1992/1993 grał w innym klubie z tej ligi, Amorze FC. Z kolei w latach 1993-1995 występował w Académico de Viseu. W sezonie 1995/1996 był zawodnikiem CD Torres Novas. W lipcu 1996 zakończył karierę.
| Sezon   | Klub               | Kraj       | Rozgrywki       | Mecze | Bramki |
| ------- | ------------------ | ---------- | --------------- | ----- | ------ |
| 1988/89 | Sporting CP        | Portugalia | Primeira Liga   | 8     | 0      |
| 1989/90 | Sporting CP        | Portugalia | Primeira Liga   | 9     | 0      |
| 1990/91 | Sporting CP        | Portugalia | Primeira Liga   | 5     | 0      |
| 1991/92 | Vitória Setúbal    | Portugalia | Segunda Liga    | 12    | 0      |
| 1992/93 | Amora FC           | Portugalia | Segunda Liga    | 9     | 0      |
| 1993/94 | Académico de Viseu | Portugalia | Segunda Liga    | 26    | 0      |
| 1994/95 | Académico de Viseu | Portugalia | Segunda Divisão | 20    | 1      |
| 1995/96 | CD Torres Novas    | Portugalia | Segunda Divisão | 16    | 1      |

## Kariera reprezentacyjna
W reprezentacji Mozambiku Hassan zadebiutował 16 kwietnia 1989 w przegranym 0:1 meczu kwalifikacji do Pucharu Narodów Afryki 1990 z Zambią, rozegranym w Matoli. W 1996 roku powołano go do kadry na Puchar Narodów Afryki 1996. Na tym turnieju rozegrał dwa mecze grupowe: z Tunezją (1:1) i z Wybrzeżem Kości Słoniowej (0:1). Od 1989 do 1996 rozegrał w kadrze narodowej 5 meczów.